# Haapavesi-Siikalatva ekonomiska region
Haapavesi-Siikalatva ekonomiska region (finska: Haapaveden-Siikalatvan seutukunta) är en av ekonomiska regionerna i landskapet Norra Österbotten i Finland. Folkmängden i regionen uppgick den 1 januari 2013 till 14 832 invånare, regionens totala areal utgjordes av 4 162 kvadratkilometer och därav utgjordes landytan av 4 032,36  kvadratkilometer.  I Finlands NUTS-indelning representerar regionen nivån LAU 1 (f.d. NUTS 4), och dess nationella kod är 175 .  Före årsskiftet 2009/2010 hette regionen, Siikalatva ekonomiska region.

## Förteckning över kommuner
Haapavesi-Siikalatva ekonomiska region  omfattar följande tre kommuner: 
- Haapavesi stad
- Pyhäntä kommun
- Siikalatva kommun

Samtliga kommuners språkliga status är enspråkigt finska. 